# Haren (Brussel·les)
Haren és una antiga municipalitat que des de 1921 forma part de la ciutat de Brussel·les (Bèlgica).
Està situada a la vora nord-est de la Regió de la capital Brussel·les.
Té 4.785 habitants (2012)
Històricament es va desenvolupar entre dos turons: el Dobbelenberg al nord i el Harenberg al sud.
Haren hostatja la seu de la NATO, EUROCONTROL, com també la demoltes empreses internacionals com, durant anys, la Renault.